# Deux Rivières (Yonne)
Pour les articles homonymes, voir Deux-Rivières.
Deux Rivières est, depuis le 1er janvier 2017, une commune nouvelle française située dans le département de l'Yonne en région Bourgogne-Franche-Comté.

## Géographie

### Climat
Pour des articles plus généraux, voir Climat de la Bourgogne-Franche-Comté et Climat de l'Yonne.
En 2010, le climat de la commune est de type climat océanique dégradé des plaines du Centre et du Nord, selon une étude du Centre national de la recherche scientifique s'appuyant sur une série de données couvrant la période 1971-2000. En 2020, Météo-France publie une typologie des climats de la France métropolitaine dans laquelle la commune est exposée à un climat océanique altéré et est dans la région climatique Lorraine, plateau de Langres, Morvan, caractérisée par un hiver rude (1,5 °C), des vents modérés et des brouillards fréquents en automne et hiver.
Pour la période 1971-2000, la température annuelle moyenne est de 11 °C, avec une amplitude thermique annuelle de 16 °C. Le cumul annuel moyen de précipitations est de 792 mm, avec 11,8 jours de précipitations en janvier et 7,6 jours en juillet. Pour la période 1991-2020, la température moyenne annuelle observée sur la station météorologique de Météo-France la plus proche, « Merry-sur-Yonne », sur la commune de Merry-sur-Yonne à 14 km à vol d'oiseau, est de 11,5 °C et le cumul annuel moyen de précipitations est de 776,9 mm. 
La température maximale relevée sur cette station est de 40,7 °C, atteinte le 7 août 2003 ; la température minimale est de −22 °C, atteinte le 16 janvier 1985,,.
Les paramètres climatiques de la commune ont été estimés pour le milieu du siècle (2041-2070) selon différents scénarios d'émission de gaz à effet de serre à partir des nouvelles projections climatiques de référence DRIAS-2020. Ils sont consultables sur un site dédié publié par Météo-France en novembre 2022.

## Urbanisme

### Typologie
Au 1er janvier 2024, Deux Rivières est catégorisée commune rurale à habitat dispersé, selon la nouvelle grille communale de densité à sept niveaux définie par l'Insee en 2022.
Elle est située hors unité urbaine. Par ailleurs la commune fait partie de l'aire d'attraction d'Auxerre, dont elle est une commune de la couronne,. Cette aire, qui regroupe 104 communes, est catégorisée dans les aires de 50 000 à moins de 200 000 habitants,.

## Toponymie
Le toponyme « Deux Rivières » évoque les rivières Yonne et Cure, dont la confluence se situe sur le territoire de la commune nouvelle.

## Histoire
La commune nouvelle regroupe les communes d'Accolay et Cravant qui deviennent des communes déléguées, le 1er janvier 2017. Son chef-lieu se situe à Cravant.

## Politique et administration
| Nom             | Code Insee | Intercommunalité       | Superficie (km2) | Population (dernière pop. légale) | Densité (hab./km2) |
| --------------- | ---------- | ---------------------- | ---------------- | --------------------------------- | ------------------ |
| Cravant (siège) | 89130      | CC Entre Cure et Yonne | 22,54            | 854 (2014)                        | 38                 |
| Accolay         | 89001      | CC Entre Cure et Yonne | 9,27             | 409 (2014)                        | 44                 |

### Liste des maires
| Période                                  | Période  | Identité       | Étiquette | Qualité                    |
| ---------------------------------------- | -------- | -------------- | --------- | -------------------------- |
| Les données manquantes sont à compléter. |          |                |           |                            |
| Janvier 2017                             | 2020     | Colette Lerman | DVD       | Conseillère départementale |
| 2020                                     | En cours | Alain Loury    |           |                            |

## Population et société

### Démographie
L'évolution du nombre d'habitants est connue à travers les recensements de la population effectués dans la commune depuis sa création.
En 2022, la commune comptait 1 272 habitants, en évolution de +1,03 % par rapport à 2016 (Yonne : −1,95 %, France hors Mayotte : +2,11 %).
| 2015  | 2016  | 2017  | 2018  | 2019  | 2022  |
| ----- | ----- | ----- | ----- | ----- | ----- |
| 1 258 | 1 259 | 1 260 | 1 263 | 1 265 | 1 272 |

## Culture locale et patrimoine
Deux-Rivières a été labellisée "Cité de Caractère de Bourgogne Franche-Comté" en 2021.

### Lieux et monuments
- Église Saint-Pierre-Saint-Paul de Cravant.
- Église Saint-Nizier d'Accolay.
- Donjon de Cravant.